# 释心澄
释心澄（1963年—），俗姓梅，字应观，法号镜观，男，江苏东台人，中国佛教僧人，现任中国佛教协会副会长，江苏省佛教协会会长，焦山定慧寺方丈、金山江天禅寺方丈，第十二、十三届全国政协委员。